# Pravo u 1774.
◄◄ | ◄ | 1771. | 1772. | 1773. | 1774.  | 1775. | 1776. | 1777. | ► | ►►
Arhitektura • Astronomija • Biologija • Glazba • Kazalište • Kemija • Kiparstvo • Knjige • Književnost • Kršćanstvo • Medicina • Politika • Pravo • Promet • Slikarstvo • Znanost
Pravo u 1774.

## Svijet

### Rođenja
- Pierre Sanfourche-Laporte, francuski pravnik († 1856.)

## Vanjske poveznice
|  | Zajednički poslužitelj ima još gradiva o temi Pravo |